# Сидоренко Анатолій Миколайович
Анатолій Миколайович Сидоренко (1950, смт Бугаївка Перевальського району, тепер Луганської області) — український радянський діяч, робітник очисного вибою шахти «Перевальська» виробничого об'єднання «Ворошиловградвугілля» Ворошиловградської області. Депутат Верховної Ради УРСР 10-го скликання.

## Біографія
Освіта середня спеціальна.
Трудову діяльність розпочав у 1969 році електрослюсарем шахти «Перевальська» виробничого об'єднання «Луганськвугілля».
Служив у Радянській армії.
Після демобілізації працював підземним електрослюсарем шахти «Перевальська» виробничого об'єднання «Луганськвугілля».
З 1972 року — гірник очисного вибою шахти «Перевальська» виробничого об'єднання «Ворошиловградвугілля» Ворошиловградської (Луганської) області. Ударник комуністичної праці.

## Нагороди
- звання «Ударник десятої п'ятирічки»